# Helen Reddy
Helen Maxine Reddy (født 25. oktober 1941, død 29. september 2020) var en australsk-amerikansk sanger, forfatter, skuespiller og aktivist.
Hun var født i Melbourne ind i en familie, der arbejde i showbusiness, og hun begyndte at optræde som fireårig. Hun sang i radio og på tv, og vandt i 1966 talentkonkurrencen Bandstand på tv. Her var belønningen en tur til New York City samt en pladeindspilning, som dog ikke førte noget med sig. Hun sigtede mod en international karriere og flyttede i den anledning først til Chicago, senere til Los Angeles. Hun fik udsendt sine to første singler, "One Way Ticket" (1968) og "I Believe in Music" (1970). B-siden af sidstnævnte var "I Don't Know How to Love Him", og den blev et mindre hit med en ottendeplads på det canadiske blad RPM's hitliste. Det blev anledningen til, at hun fik en kontrakt med Capitol Records. 
I løbet af 1970'erne fik Helen Reddy bred succes, især i USA, hvor hun fik 15 singler blandt de 40 bedste på Billboard Hot 100. Seks af dem nåede top ti og tre af dem, heriblandt hendes signatursang "I Am Woman", nåede førstepladsen. Hun fik som den første australier et timelangt tv-show i bedste sendetid på amerikansk tv, og en række enkeltstående programmer med hende blev sendt i over 40 lande.
I 1980'erne og 1990'erne dyrkede hun ved siden af sangkarrieren også musicalgenren som sanger og skuespiller, og i 2002 trak hun sig tilbage fra sceneoptræden. Hun vendte herefter tilbage til Australien. Hun tog eksamen i hypnoterapi og neurolingvistisk programmering, hvorpå hun praktiserede som hypnoterapeut. I 2011 vendte hun dog tilbage til musikken og begyndte igen at optræde.
I sine sidste år led hun af Addisons sygdom og demens; hun døde som 78-årig 29. september 2020.